# Half-pipe masculin de snowboard aux Jeux olympiques de 2022
Navigation
Pyeongchang 2018 Milan-Cortina 2026
Le half-pipe masculin des Jeux olympiques d'hiver de 2022 a lieu du 9 au 11 février 2022, au Genting Secret Garden de Zhangjiakou. L'épreuve est présente depuis les Jeux olympiques de 1998 qui se sont déroulés à Nagano, soit lors de la première apparition du snowboard aux Jeux d'hiver.

## Médaillés
| Or                   | Argent                   | Bronze                |
| Ayumu Hirano (Japon) | Scotty James (Australie) | Jan Scherrer (Suisse) |

## Résultats

### Qualifications
| Rang | Dossard | Ordre | Athlète          | Nationalité  | 1er Passage | 2e Passage | Meilleur | Notes |
| ---- | ------- | ----- | ---------------- | ------------ | ----------- | ---------- | -------- | ----- |
| 1    | 3       | 1     | Ayumu Hirano     | Japon        | 87,25       | 93,25      | 93,25    | Q     |
| 2    | 2       | 4     | Scotty James     | Australie    | 88,25       | 91,25      | 91,25    | Q     |
| 3    | 5       | 2     | Ruka Hirano      | Japon        | 80,75       | 87,00      | 87,00    | Q     |
| 4    | 9       | 23    | Shaun White      | États-Unis   | 24,25       | 86,25      | 86,25    | Q     |
| 5    | 14      | 9     | Valentino Guseli | Australie    | 31,75       | 85,75      | 85,75    | Q     |
| 6    | 1       | 3     | Yūto Totsuka     | Japon        | 84,50       | 12,00      | 84,50    | Q     |
| 7    | 8       | 20    | Taylor Gold      | États-Unis   | 81,25       | 83,50      | 83,50    | Q     |
| 8    | 4       | 5     | Jan Scherrer     | Suisse       | 73,50       | 79,25      | 79,25    | Q     |
| 9    | 13      | 11    | Kaishu Hirano    | Japon        | 74,75       | 77,25      | 77,25    | Q     |
| 10   | 6       | 16    | André Höflich    | Allemagne    | 75,00       | 17,75      | 75,00    | Q     |
| 11   | 7       | 19    | Patrick Burgener | Suisse       | 70,75       | 73,00      | 73,00    | Q     |
| 12   | 11      | 25    | Chase Josey      | États-Unis   | 15,75       | 69,50      | 69,50    | Q     |
| 13   | 19      | 15    | Louie Vito       | Italie       | 60,25       | 3,25       | 60,25    |       |
| 14   | 21      | 7     | Gu Ao            | Chine        | 50,25       | 58,50      | 58,50    |       |
| 15   | 16      | 17    | Seamus O'Connor  | Irlande      | 57,00       | 10,25      | 57,00    |       |
| 16   | 22      | 18    | Fan Xiaobing     | Chine        | 39,00       | 44,00      | 44,00    |       |
| 17   | 12      | 14    | Lucas Foster     | États-Unis   | 42,00       | 21,50      | 42,00    |       |
| 18   | 25      | 8     | Lee Chae-un      | Corée du Sud | 26,00       | 35,00      | 35,00    |       |
| 19   | 23      | 21    | Lorenzo Gennero  | Italie       | 34,75       | 2,00       | 34,75    |       |
| 20   | 17      | 13    | Liam Tourki      | France       | 25,50       | 11,50      | 25,50    |       |
| 21   | 15      | 22    | Wang Ziyang      | Chine        | 20,25       | 7,50       | 20,25    |       |
| 22   | 18      | 10    | Tit Štante       | Slovénie     | 18,25       | 5,75       | 18,25    |       |
| 23   | 20      | 12    | Liam Gill        | Canada       | 16,75       | 15,50      | 16,75    |       |
| 24   | 10      | 24    | David Hablützel  | Suisse       | 15,50       | 14,00      | 15,50    |       |
| 25   | 24      | 6     | Gao Hongbo       | Chine        | 15,00       | DNS        | 15,00    |       |

### Finale
| Rang                                | Dossard | Ordre | Athlète          | Nationalité | 1er Passage | 2e Passage | 3e Passage | Meilleur |
| ----------------------------------- | ------- | ----- | ---------------- | ----------- | ----------- | ---------- | ---------- | -------- |
| Médaille d'or, Jeux olympiques      | 3       | 12    | Ayumu Hirano     | Japon       | 33,75       | 91,75      | 96,00      | 96,00    |
| Médaille d'argent, Jeux olympiques  | 2       | 11    | Scotty James     | Australie   | 16,50       | 92,50      | 47,75      | 92,50    |
| Médaille de bronze, Jeux olympiques | 4       | 5     | Jan Scherrer     | Suisse      | 70,50       | 87,25      | 7,50       | 87,25    |
| 4                                   | 9       | 9     | Shaun White      | États-Unis  | 72,00       | 85,00      | 14,75      | 85,00    |
| 5                                   | 8       | 6     | Taylor Gold      | États-Unis  | 81,75       | 25,00      | 20,00      | 81,75    |
| 6                                   | 14      | 8     | Valentino Guseli | Australie   | 75,75       | 79,75      | 79.75      | 79,75    |
| 7                                   | 11      | 1     | Chase Josey      | États-Unis  | 62,50       | 23,00      | 79,50      | 79,50    |
| 8                                   | 6       | 3     | André Höflich    | Allemagne   | 13,25       | 76,00      | 50,00      | 76,00    |
| 9                                   | 13      | 4     | Kaishu Hirano    | Japon       | 75,50       | 37,75      | 15,75      | 75,50    |
| 10                                  | 1       | 7     | Yūto Totsuka     | Japon       | 62,00       | 69,75      | 26,50      | 69,75    |
| 11                                  | 7       | 2     | Patrick Burgener | Suisse      | 54,50       | 5,75       | 69,50      | 69,50    |
| 12                                  | 5       | 10    | Ruka Hirano      | Japon       | 13,00       | 11,75      | 9,25       | 13,00    |